# Pristimantis eremitus
Pristimantis eremitus é uma espécie de anfíbio  da família Craugastoridae.
Pode ser encontrada nos seguintes países: Colômbia e Equador.
Os seus habitats naturais são: regiões subtropicais ou tropicais húmidas de alta altitude.
Está ameaçada por perda de habitat.